# 柳瀬町
柳瀬町（やなせちょう）は愛知県名古屋市中川区にある町名。現行行政地名は柳瀬町1丁目から柳瀬町3丁目。住居表示未実施。

## 地理
名古屋市中川区の中央部の北側に位置し、東に八田町、南東に高畑、南西に野田町、北西に八田本町、北に花池町に接する。

## 歴史
- 1930年（昭和5年）6月20日 - 中区八田町の一部により、同区柳瀬町として成立[5]。
- 1931年（昭和6年）11月15日 - 八田町の一部が編入される[5]。
- 1932年（昭和7年）4月1日 - 八田町の一部が編入される[5]。
- 1937年（昭和12年）10月1日 - 中川区に編入され、同区柳瀬町となる[5]。
- 1982年（昭和57年）8月29日 - 高畑町の一部が編入される[5]。
- 1984年（昭和59年）11月3日 - 野田町の一部が編入される[5]。

## 世帯数と人口
2019年（平成31年）2月1日現在の世帯数と人口は以下の通りである。
| 町丁   | 世帯数  | 人口  |
| ------ | ------- | ----- |
| 柳瀬町 | 272世帯 | 517人 |

## 学区
市立小・中学校に通う場合、学校等は以下の通りとなる。また、公立高等学校に通う場合の学区は以下の通りとなる。なお、小・中学校は学校選択制度を導入しておらず、番毎で各学校に指定されている。
| 小学校                                    | 中学校                                    | 高等学校 |
| ----------------------------------------- | ----------------------------------------- | -------- |
| 名古屋市立常磐小学校 名古屋市立野田小学校 | 名古屋市立長良中学校 名古屋市立一柳中学校 | 尾張学区 |

## 交通
- 愛知県道190号名古屋一宮線

## その他

### 日本郵便
- 郵便番号 : 454-0903[2]（集配局：中川郵便局[8]）。